# Mesosa pontianakensis
Mesosa pontianakensis es una especie de escarabajo longicornio del género Mesosa, categorizada en la tribu Mesosini, de la subfamilia Lamiinae. Fue descrita por Breuning en 1967.

## Descripción
Mide 17 mm de longitud.

## Distribución
Se distribuye por Indonesia.